# Кордье, Шарль
Шарль Анри Жозеф Кордье  (фр. Charles Henri Joseph Cordier; 19 октября 1827 или 1 ноября 1827, Камбре — 29 апреля 1905, 30 апреля 1905 или 30 мая 1905, Алжир) — французский скульптор, ориенталист и новатор, автор оригинальных скульптурных работ из комбинации бронзы и камня. Публично отстаивал передовую для своей эпохи идею о том, что «красота не принадлежит одной белой расе». 

## Биография
Родился в 1827 году в Камбре, сын аптекаря. В 1846 году приехал в Париж и поступил в Высшую школу изящных искусств, где учился у Франсуа Рюда. Произошедшая в следующем, 1847 году встреча с Сеидом Энкессом, бывшим чернокожим рабом, который подрабатывал натурщиком, определила направление его дальнейшей карьеры. 
Первым успехом Кордье стал гипсовый бюст суданца Саида Абдуллы из Маяка, султанат Дарфур. Он был выставлен на Парижском салоне в 1848 году, в тот самый год, когда рабство было официально отменено во всех французских колониях. Сегодня этот бюст входит в коллекцию Художественного музея Уолтерса, Балтимор, США.
В 1851 году королева Виктория приобрела лично для себя один из бюстов работы Кордье на выставке в Лондоне. В 1857 году Наполеон III приобрёл другой бюст за 3 000 франков.  
С 1851 по 1866 год Кордье был официальным скульптором парижского Национального исторического музея, создав серию бюстов для их новой этнографической галереи (ныне бюсты находятся в Музее человека, также в Париже). В эти годы Кордье много путешествовал — по Италии, Греции, Египту и Алжиру, а также по самой Франции.
Кордье использовал не только «экзотические» модели: он изображал европейские типы из разных уголков Франции и не только. Однако его художественное кредо сознательно противоречило господствовавшей в его время точке зрения. Обращаясь к Французскому обществу антропологов в 1862 году, Кордье заявил:
«Красота не принадлежит какой-то одной, привилегированной расе. В мире искусства я пропагандирую идею о том, что красоту можно обнаружить повсюду. Каждая раса имеет свой особенный тип красоты. Самый красивый чернокожий — вовсе не тот, кто более других похож на белого.»
Помимо создания этнографических скульптурных портретов, Кордье участвовал в создании скульптурного декора Парижской оперы, Лувра, Парижской ратуши; работал по частным заказам. Скончался в Алжире. Его сыном был скульптор Анри Луи Кордье.

## Галерея

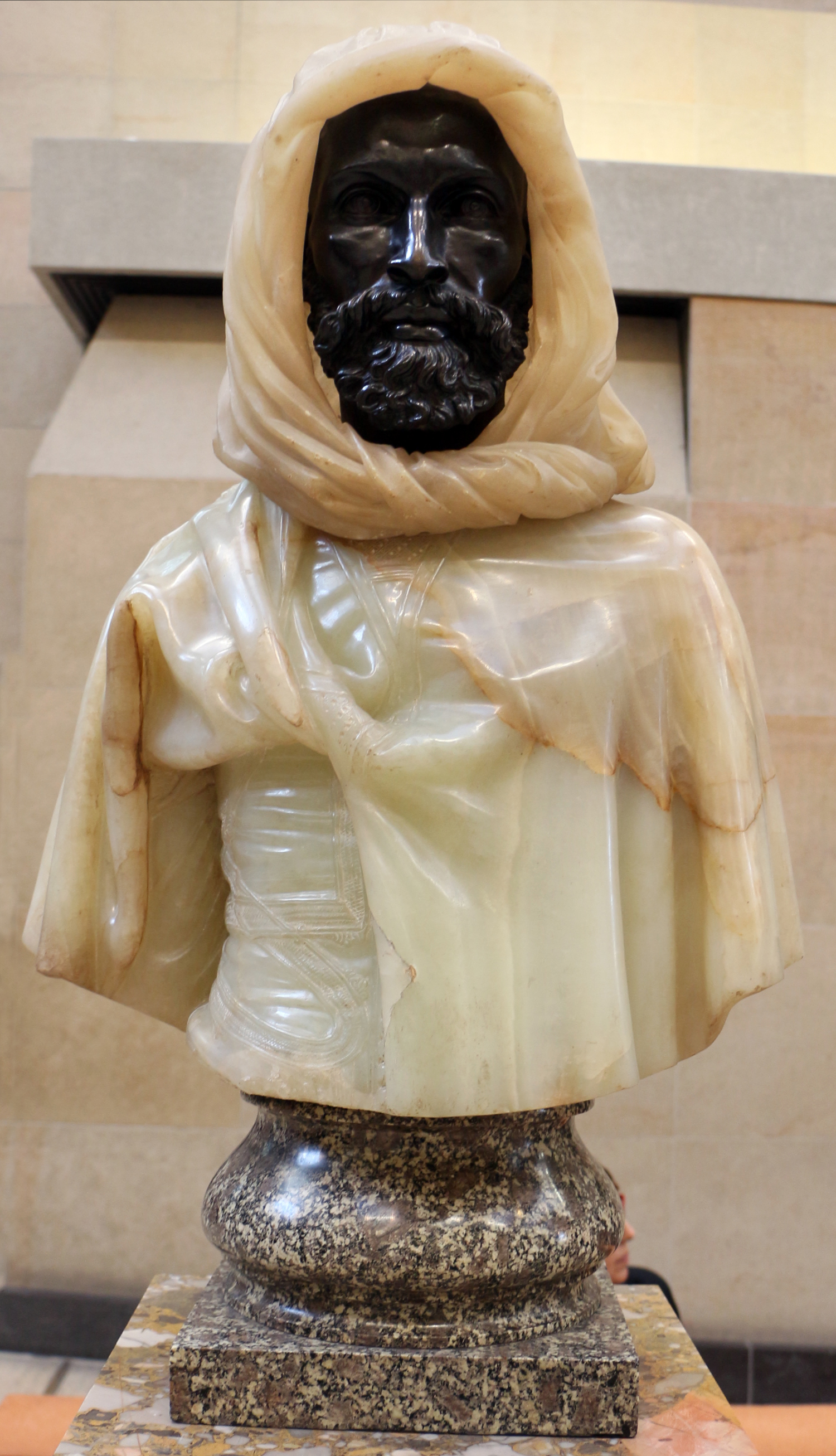
Араб в бурнусе (1856). Музей Орсе, Париж.
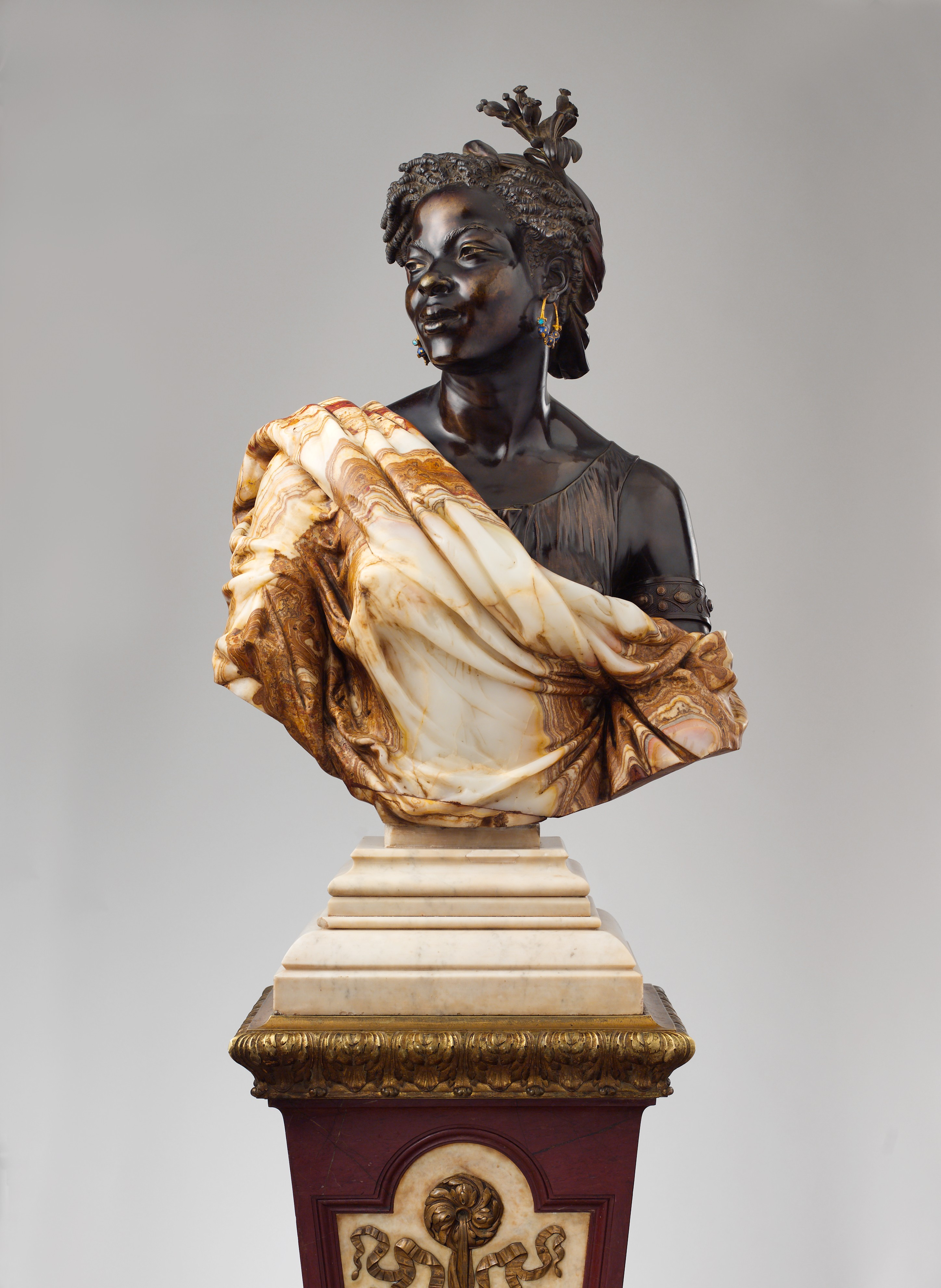
Мулатка из колоний.
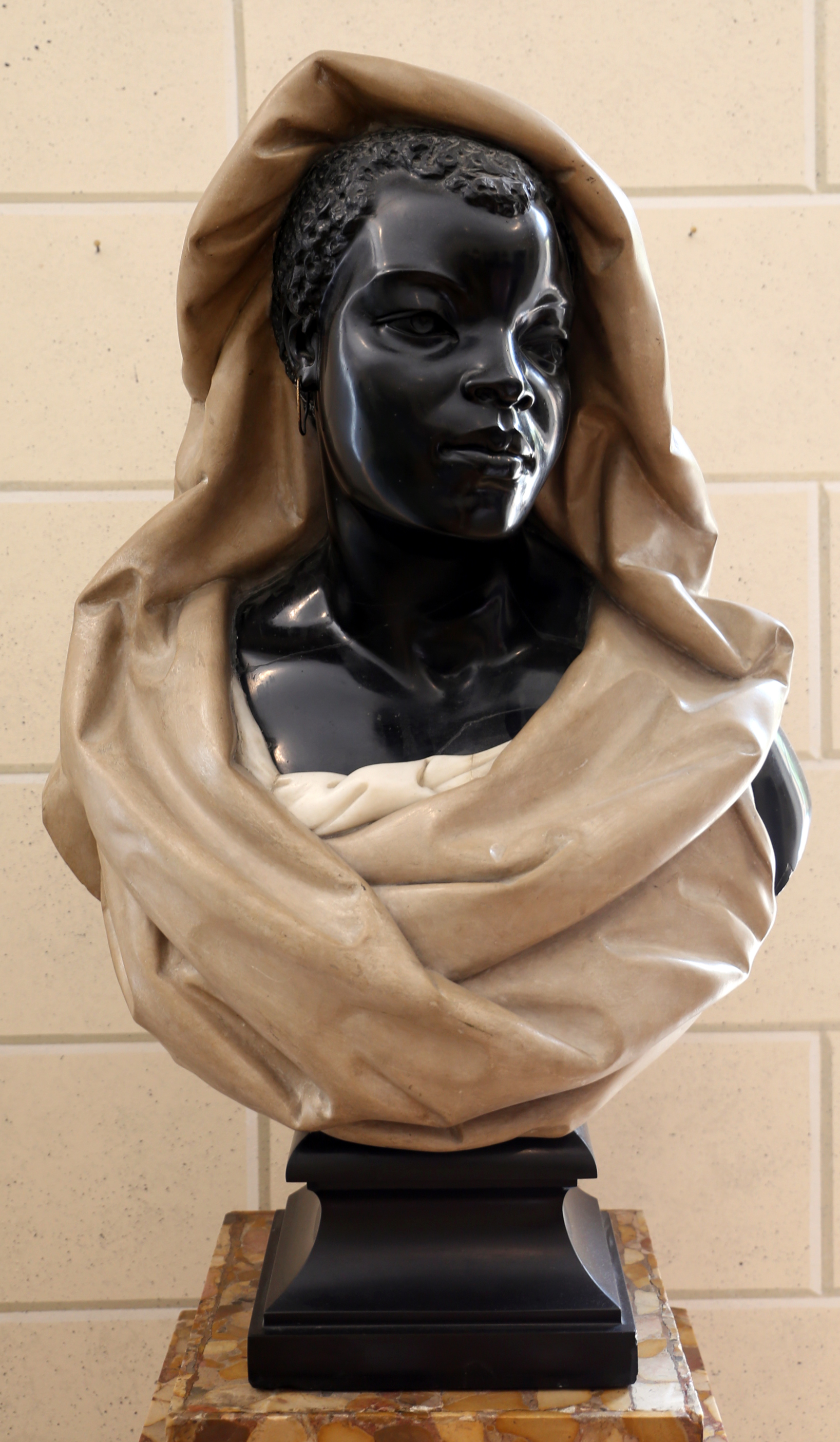
Негритянка.
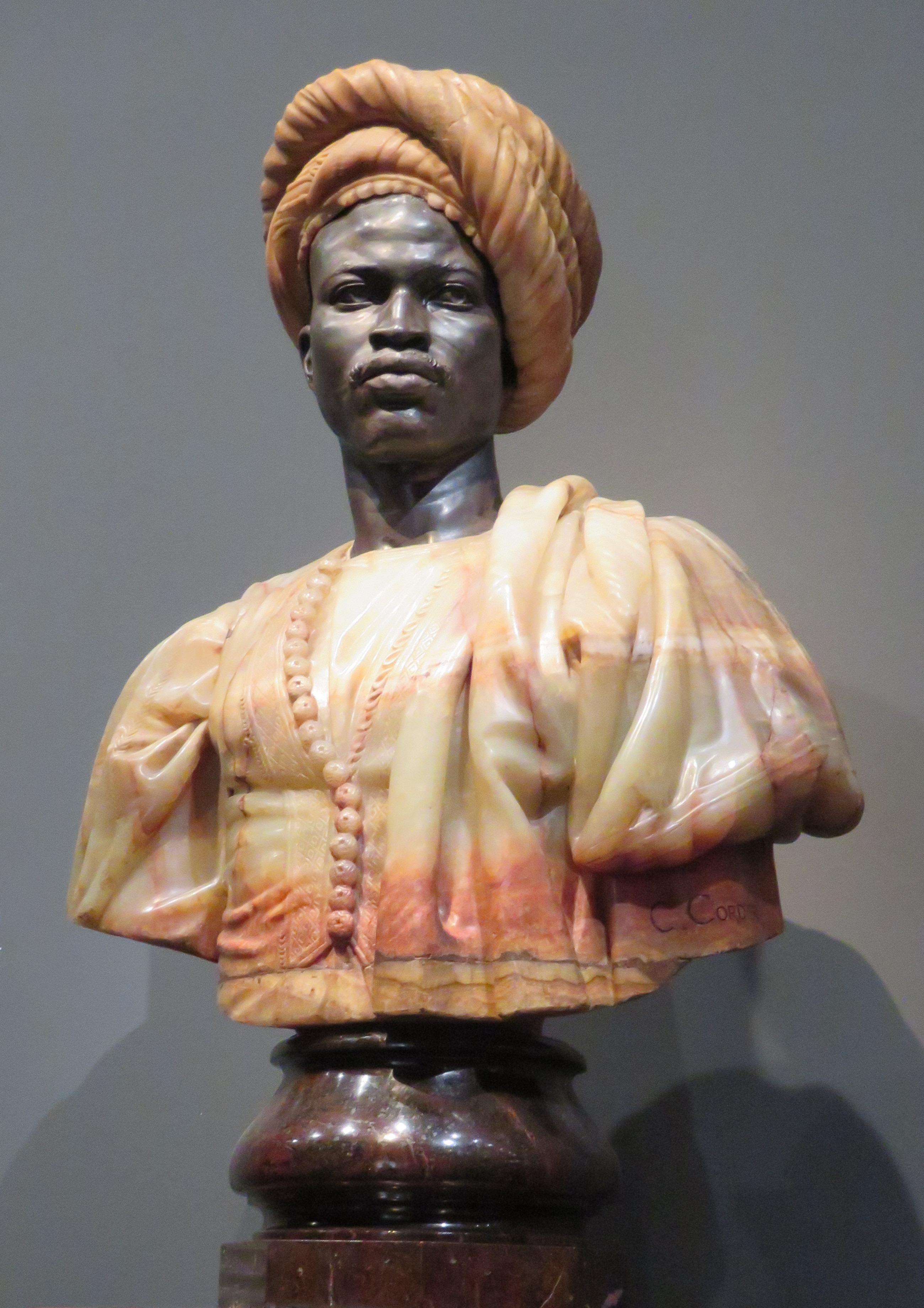
Негр из Судана.
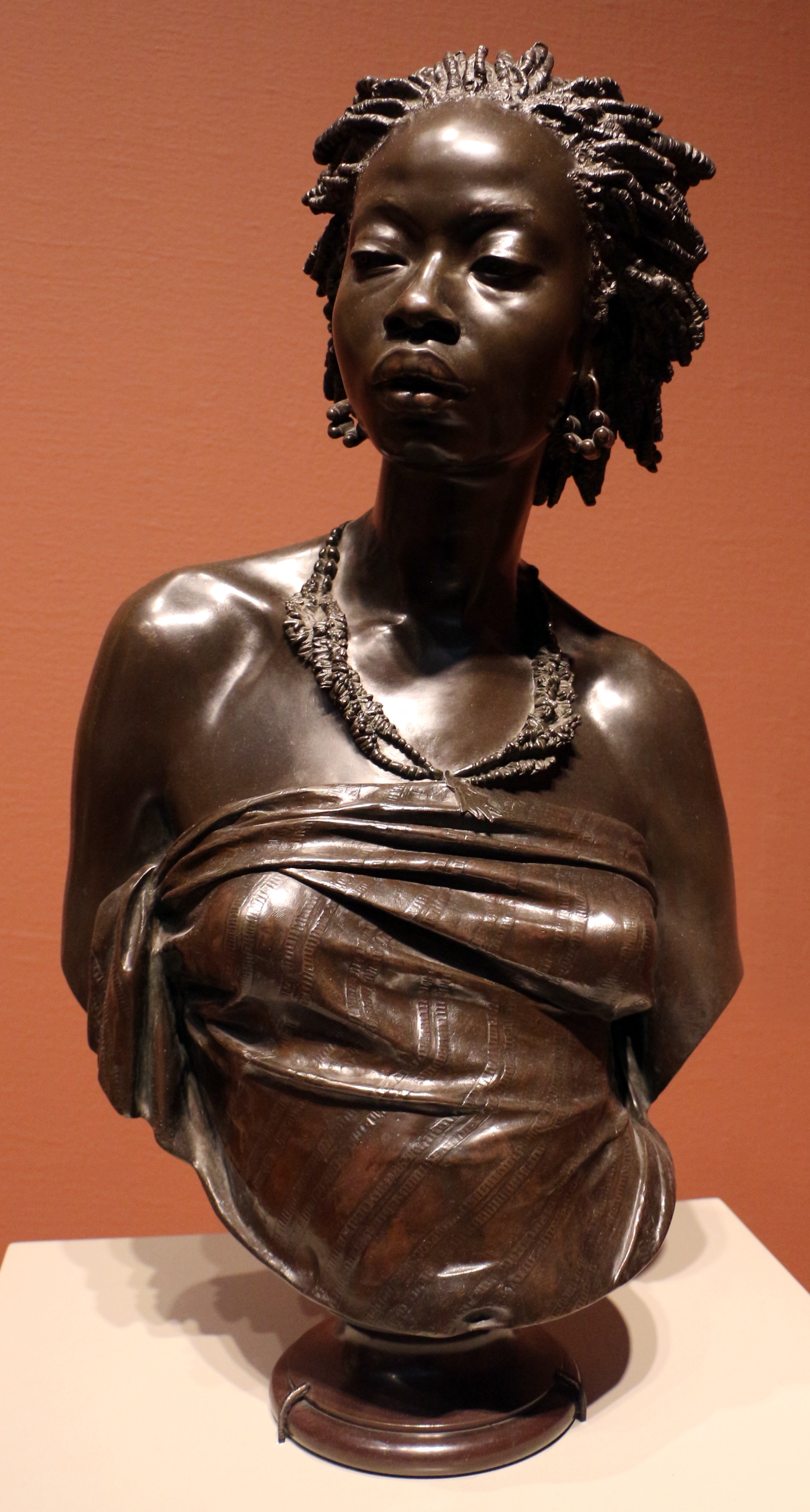
Негритянка.
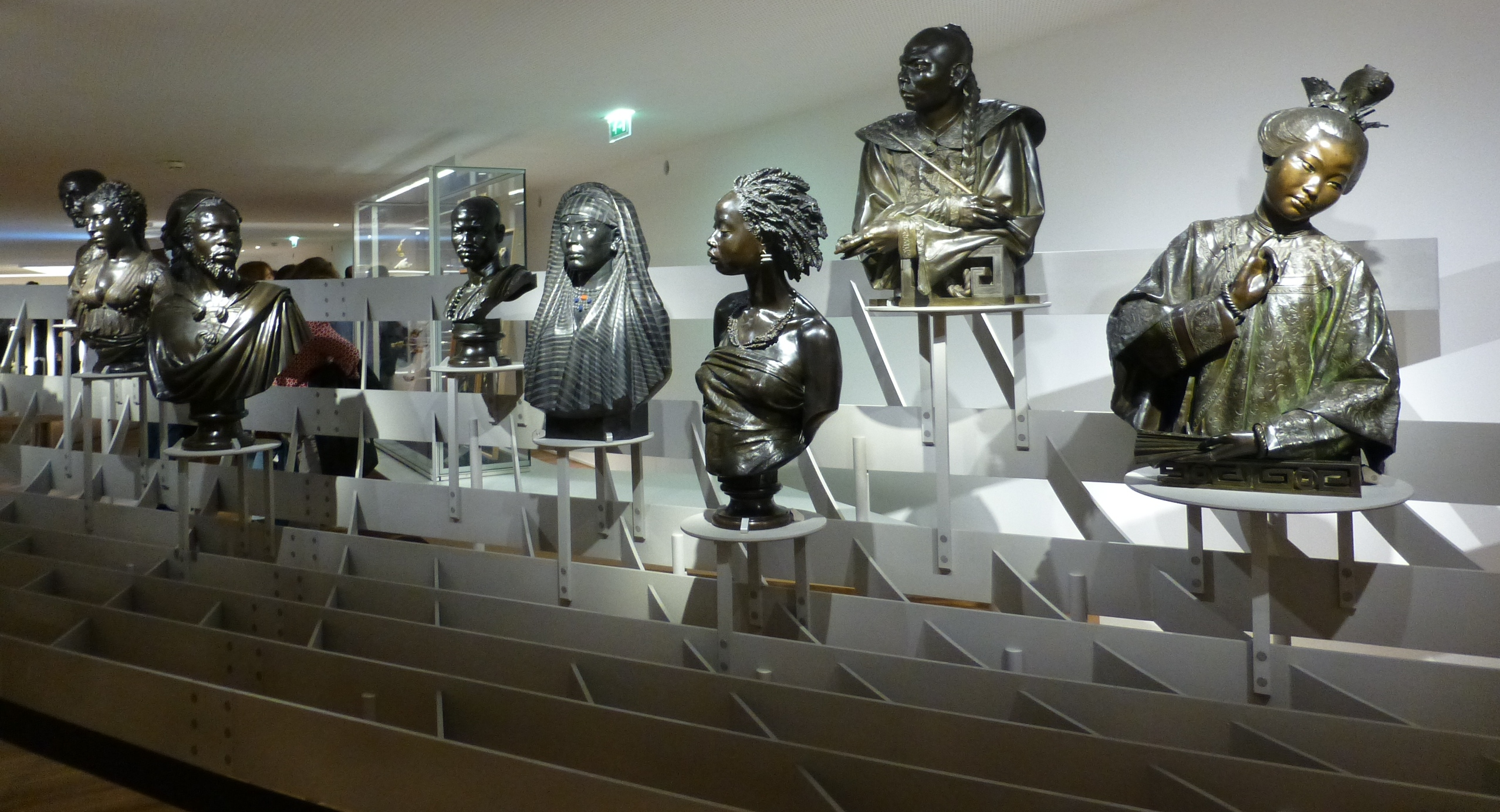
Бюсты из «Этнографической серии» работы Кордье.